# Duda Kroeff
Fernando Antônio Kroeff, mais conhecido como Duda Kroeff (Porto Alegre, 13 de março de 1955), é um dirigente esportivo brasileiro. Foi presidente do Grêmio no biênio 2009–2010. 
Duda Kroeff é formado em educação física. É filho de Fernando Kroeff, patrono do Grêmio. É casado com Verônica Rigo Ghedini e tem seis filhos: Fernando, Jorge, Christiana, Ricardo, Sofia, e Alexandre.
Foi eleito presidente do Grêmio em 18 de outubro de 2008, após vencer eleição disputada com Antônio Vicente Martins, e permaneceu no cargo até 15 de dezembro de 2010. Assumiu como presidente do clube em 22 de dezembro do mesmo ano. Desse modo, ele é o presidente escolhido para o biênio 2009/10. Na posse, ele falou que "vão ser anos de dificuldades. A situação financeira segue delicada. Vamos perseguir o déficit zero. Vamos perseguir esse objetivo, sem prejudicar o futebol".
Dentro do Grêmio, Duda já era sócio desde 1978, ocupava uma cadeira no Conselho Deliberativo e já havia ocupado cargos relativos ao conselho.
Seus primeiros atos em relação ao futebol foram manter o diretor de futebol André Krieger, e demitir o treinador Celso Roth.
Teve uma série de 51 jogos no Olímpico sem derrota. Tabu esse, quebrado pela equipe do Esporte Clube Pelotas em 8 de abril de 2010, na vitória do clube Áureo-Cerúleo por 2 a 1.
Com Duda Kroeff na Presidência, o Grêmio foi Campeão Gaúcho de 2010, mas sua maior realização foi a contratação do grande ídolo tricolor Renato Portaluppi como treinador da equipe no segundo semestre de 2010.
Em 21 de Fevereiro de 2018, assumiu a vice-presidência de futebol do clube, durante a gestão do presidente Romildo Bolzan.